# Млади муслимани
Млади муслимани је била панисламистичка организација основана 1939. године, са циљем духовног, културног и материјалног напретка муслимана у Краљевини Југославији. Организација је као неке од циљева наводила и досљедан рад на васпитно-образовном препороду основаном на принципима ислама и борбу против насилне атеизације и националне асимилације муслимана.
Током Другог свјетског рата организација је била повезана са јерусалимским муфтијом Амином ел Хусеином који је био оснивач СС Ханџар дивизије. Један од њихових активиста је био и Алија Изетбеговић који је седамдесетих постао вођа Младих муслимана и аутор Исламске декларације.
Организација се успротивила нападима комуниста на ислам крајем Другог свјетског рата. Међу истакнутим члановима су били Мустафа Бусулаџић, Халид Кајтаз, Хасан Бибер, Асаф Сердаревић, Алија Изетбеговић, браћа Бехмен и други.